# 阮玉良貞
沛恩公主阮玉良貞（越南语：／；1830年10月28日—1891年4月28日），越南阮朝明命帝第三十六女，生母貴人杜氏心。

## 生平
明命十一年九月十二日（1830年10月28日），阮玉良貞在順化皇城出生。嗣德四年（1851年），公主22歲，下嫁布政使阮德護之子阮德煇。嗣德二十二年（1869年）秋，嗣德帝封良貞為沛恩公主。成泰三年三月二十日（1891年4月28日），良貞去世，享年六十二歲，諡美淑，葬於承天府香水縣居正總楊春上社。
沛恩公主育有二子二女。